# Riffelalp
Riffelalp è una località nei pressi di Zermatt, a 2 222 metri di altezza.

## Storia e descrizione
Lo sviluppo di Riffelalp, a metà strada da Zermatt e il Gornergrat, si deve all'albergatore Alexander Seiler, che, dopo aver individuato un altopiano con vista sul Cervino, lo acquistò nel 1878. Iniziò quindi la costruzione di un albergo, il Grand Hotel Riffelalp, che venne inaugurato nel 1884. Nel 1898 la località fu raggiunta dalla ferrovia del Gornergrat e costruita una stazione. L'anno dopo una linea tranviaria congiunse la stazione all'albergo, il quale negli anni a venire poté contare su 280 camere, oltre a due edifici annessi.
Durante la notte del 14 febbraio 1961 un incendio distrusse l'albergo. Nel 1986 iniziò la ristrutturazione delle due dépendance risparmiate dalle fiamme che riaprirono nel 1988. Nel 1998 cominciò la costruzione di un nuovo albergo, il Riffelalp Resort 2222m, sui resti del precedente Grand Hotel Riffelalp: questo è stato inaugurato nel 2001.
In zona è presente anche una cappella, ristoranti e diversi impianti di risalita per il comprensorio sciistico. È altresì punto di partenza di escursioni.